# Габър
Вижте пояснителната страница за други значения на Габър.
Габър (Carpinus) е род покритосеменни растения от семейство Брезови (Betulaceae).

## Видове
- Carpinus betulus – Обикновен габър
- Carpinus betulus 'Pendula' -разновидност на обикновеният габър с падащи "плачещи" клони. Кичест габър
- Carpinus caroliniana
- Carpinus cordata
- Carpinus fargesii
- Carpinus faginea
- Carpinus laxiflora
- Carpinus japonica
- Carpinus orientalis – Келяв габър
- Carpinus putoensis
- Carpinus tschonoskii
- Carpinus turczaninowii

- Обикновен габър-ботаническа илюстрация
- Carpinus caroliniana-ботаническа илюстрация

## Други
На габъра е наречена улица в квартал „Банишора“ в София (Карта).